# Бедарево (Ярославская область)
Бедарево — деревня в Любимском районе Ярославской области России. Входит в состав Осецкого сельского поселения.

## География
Поблизости находятся следующие населённые пункты: Анциферово (Осецкий сельсовет), Гришино, Деревеньки, Дорок, Касьяново, Ларино, Пречистое, Раменье, Рылово, Семендяево, другие.

## История
Каменная Ильинская церковь построена в 1762 году на средства бывшего помещика капитана Иоанна Григорьевича Бедарева. Престолов в ней было три: в настоящей холодной во имя пророка Илии и в теплой трапезе, в приделах: на южной стороне — во имя св. Николая Мирликийского чудотворца, на северной — во имя св. Тихона Амафунтского чудотворца. 
В конце XIX — начале XX века деревня входила в состав Осецкой волости (позже — в составе Раменской волости) Любимского уезда Ярославской губернии.
С 1929 года село входило в состав Акуловского сельсовета Любимского района, с 1954 года — в составе Расловского сельсовета, с 2005 года — в составе Осецкого сельского поселения.

## Население
| 1859 | 1914 | 2002 | 2007 | 2010 |
| ---- | ---- | ---- | ---- | ---- |
| 116  | ↗181 | ↘9   | ↘6   | ↘4   |

## Достопримечательности
В деревне расположена недействующая Церковь Илии Пророка (1762).